# Ur
Ur (sumer nyelven: URIM2KI [ŠEŠ.ABgunu, ŠEŠ.UNUG] 𒋀𒀕𒆠, URIM5KI [ŠEŠ.AB, URI3] 𒋀𒀊𒆠, ma Tell el-Mukajjar) fontos sumer központ volt az Eufrátesz alsó folyása mellett. Az Ubaid-korban alapították. Lakói az i. e. 4. században elhagyták. Az i. e. 2. és 1. évezredben a holdisten – sumer nyelven Nanna, akkád nyelven Szín – és felesége, Ningal városa. Három királydinasztia uralkodott itt. Egy jelentős csatorna mellett feküdt. Kikötője volt, aminek következtében gazdasági felemelkedés következett be. Virágzó kereskedelmi központ volt.
A Biblia szerint innen származik Ábrahám atyja Terah.

## Története
Az i. e. 3. évezredben Ur kikötője volt a kulcsa a Sumer valamint Meluhha (Indus-völgyi civilizáció), Magan (Omán) és Dilmun (Bahrein) közötti tengeri kereskedelemnek.
A gutik uralmát az i. e. 22. században megdöntő Utu-héngál Ur-nammut – talán fiát vagy testvérét – nevezte ki a város helytartójává, aki Utuhegal halála után itt alapította meg a III. Ur-i dinasztiát. Székhelyét azért nem vitte az akkoriban tekintélyesebb Urukba, mert Ur kereskedelmi fontosságára alapozta birodalmát.
Az elámiak részben lerombolták Urt i. e. 2004-ben (középső kronológia), amikor Su-Színt, a III. Ur-i dinasztia uralkodóját elhurcolták, de néhány év múlva az I. iszini dinasztia alapítója, Isbi-Erra visszafoglalta és ezután magához tért, újra a tengeri kereskedelem központja lett.
A középső kronológia szerint i. e. 1740-ben Szamszuilúna babiloni király rombolta le ismét, s ezután elvesztette jelentőségét. Az újbabiloni Nabú-naid király az i. e. 6. században újjáépíttette a sumer-akkád kultúra feltámasztásának jegyében.

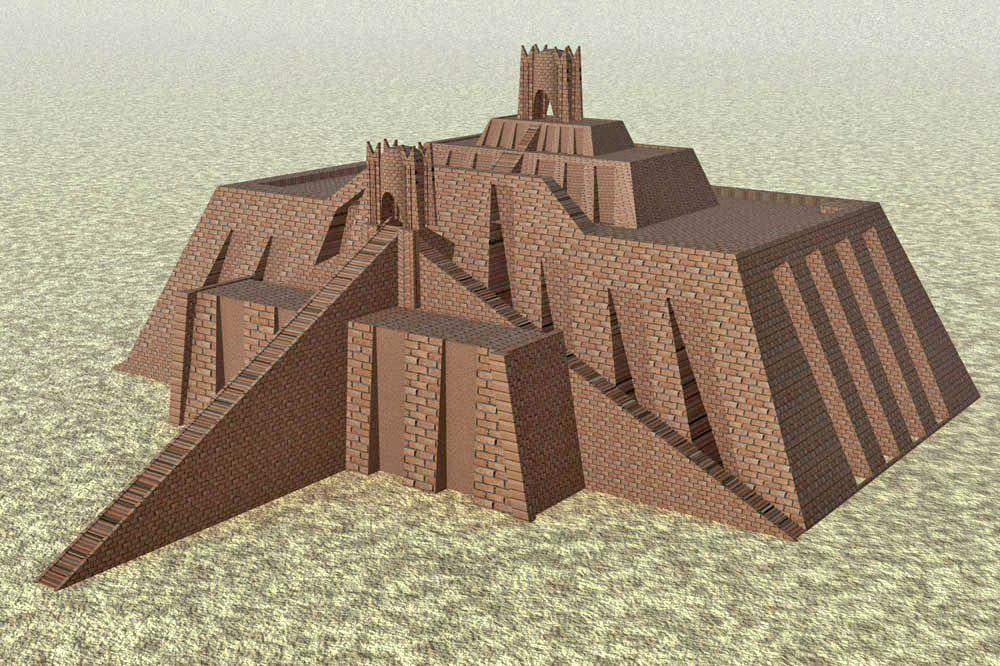
Zikkurat rekonstrukció Urban

## Vallási élete
A város szentélykörzete, az Égissirgal Nanna (Szín) holdisten és felesége Ningal templomait, az uralkodók, főpapok (en és a főpapnők – entu) palotáit foglalta magában.
A város fontosságát az is jelzi, hogy az Akkád Birodalom alapítója, Sarrukín saját lányát, Enhéduannát nevezte ki Ur entu-papnőjévé. Ugyanígy cselekedett Sarrukín unokája, Narám-Szín is saját lányával, Enmenannával.
Ur-Nammu és utódai jelentős építkezéseket folytattak, kiépítették az Égissirgalt, Nanna és Ningal szentélykörzetét, belső az első valódi zikkuratok egyikével. Ur-Nammu lánya, Ennirgálanna és fiának, Sulginak lánya Ennirzianna is entu-papnő lett.

## Régészeti feltárása
Legelső régész, aki ásott itt William Kennett Loftus volt. A területen az ásatások 1922-ben kezdődtek meg. Ezek az ásatások 1934-ig folytatódtak Sir Leonard Woolley vezetésével. Innen Mezopotámia egész történetét feldolgozó leletanyag került elő.

### Ur királysírjai
1927-28-ban Ur romjai között, jóval későbbi időkből származó sírok alatt felfedezték az I. uri dinasztia (i. e. 2600 és 2400 között) méltóságviselőinek a síremlékeit. A tizenhat királysír hat akna nélküli sírgödörből és tíz, egy vagy többkamrás aknasírból áll. Szemet kápráztatóan pazar kincsek töltötték meg őket: bútorok, ékszerek, művészi módon megformált tárgyak. Az ékszereikről azonosítható előkelőségeket kocsik vették körül, szamarakkal, ökrökkel és hajtókkal; más holttesteken kevesebb volt a dísz. A "nagy sírverem" 74 áldozatot zárt magába: hat fegyveres katonát, valószínűleg testőröket és 68 asszonyt: 4 hárfa- vagy lírajátékost és 64 "udvarhölgyet". Egy másik sírban tiszteletben tartották a személyek hierarchiáját: a "királynőhöz" közelebb fekvő 28 nő aranyszalagot visel a hajában, a 36 távolabbi ezüstöt. Az áldozatok testén nincs nyoma az erőszaknak, de legtöbbjük közelében egy kis terrakotta- vagy fémcsésze található, ami igazolhatja a feltevést, hogy méregtől haltak meg – talán önként. Nagyon sok asszony fekszik a sírban, elképzelhető, hogy Nanna–Szin holdisten papnői együttesen áldozták fel magukat a főpapnő halálakor.

### Ur „zászlaja”

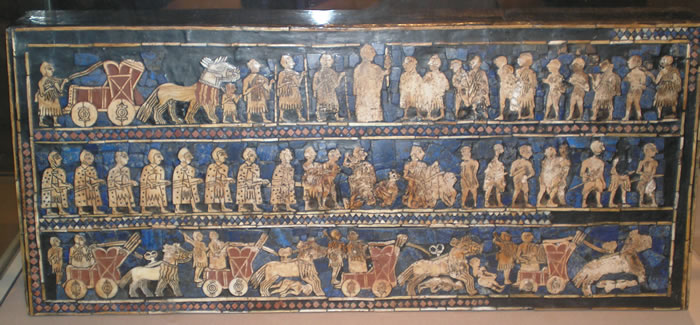
Ur zászlaja

Ur királyi temetőjének sírjaiban találtak egy fatáblát, amelynek egyik jelenete a háborút ábrázolja, a másik a békét. Először azt feltételezték, hogy „zászlóról” van szó, amit egy zászlórúd végére szántak, de valójában egy diptichon (általában kettős összecsukható írótábla), ami ebben az esetben két, egymástól háromszögletes lapokkal elválasztott táblából áll, s ezért egy háromszögletű könyvtartó formájára emlékeztet. A díszítés színes mészkő lapba berakott, formára vágott és karcolt gyöngyházkagyló, amit bitumennel a falapra tapasztottak. Hasonló, bár kevésbé jól konzerválódott darabokat a mari és a kisi ásatásoknál is találtak. Fenn, a béke sávján, a sumerok hagyományos ruhájába öltözött előkelőitől körülvéve a király ünnepel – a kevésbé fontos személyeket, a körülöttük sürgölődő szolgákat kisebbnek ábrázolják. Lent a katonák egy vadszamarak húzta harci kocsit hajtanak.